# Santiago Carrillo

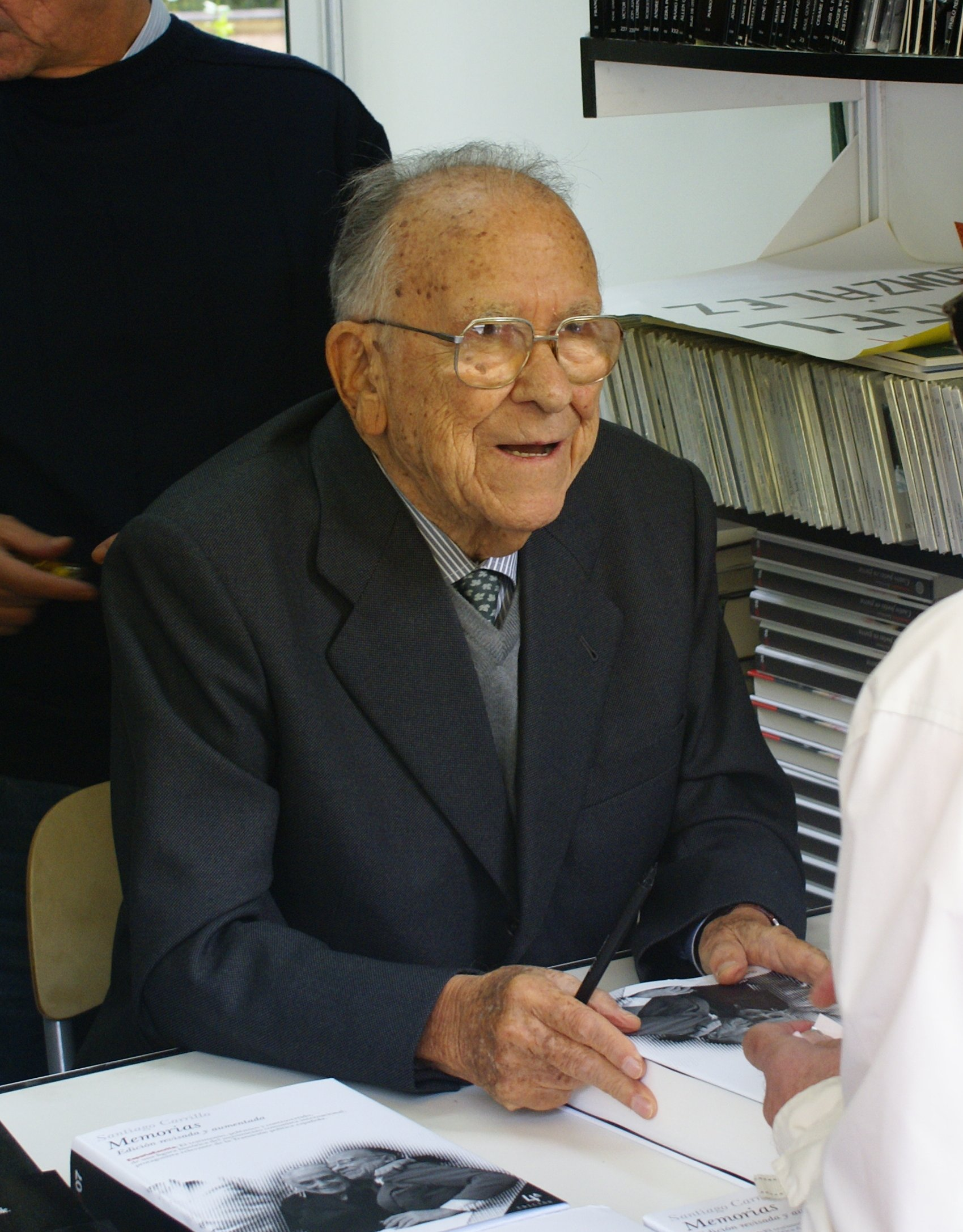
Santiago Carrillo op 91-jarige leeftijd in 2006

Santiago José Carrillo Solares (Gijón, 18 januari 1915 – Madrid, 18 september 2012) was een Spaans politicus die van 1960 tot 1982 algemeen secretaris van de Communistische Partij van Spanje (PCE) was. 
- Bibsys: 90662640
- Biblioteca Nacional de España: XX947462
- Bibliothèque nationale de France: cb11885916d (data)
- Catàleg d'autoritats de noms i títols de Catalunya: 981058519883906706
- CiNii: DA00563998
- Gemeinsame Normdatei: 118667289
- International Standard Name Identifier: 0000 0001 1060 5132
- Library of Congress Control Number: n79058795
- Bibliotheek van het Japanse parlement: 00435388
- Nationale Bibliotheek van Tsjechië: skuk0000207
- Nationale bibliotheek van Australië: 35026143
- Nationale Bibliotheek van Israël: 987007279877005171
- Nationale Bibliotheek van Polen: a0000001064985
- Nationale en Universitaire bibliotheek Zagreb: 000097152
- Nederlandse Thesaurus van Auteursnamen: 070696381
- Réseau des bibliothèques de Suisse occidentale: 02-A003079423
- LIBRIS: 383985
- SNAC: w6dn5qwb
- Système universitaire de documentation: 026651661
- Trove: 799778
- Virtual International Authority File: 46755557
- WorldCat: E39PBJxmHrwh7DhrVWhbrFDcyd